# Capital (departamento de Corrientes)
Capital é um departamento da Argentina, localizado na
província de Corrientes.Possuía, em 2019, 406.728 habitantes.